# Соловйов Роман Юрійович
Рома́н Ю́рійович Соловйо́в (1994—2014) — старший солдат Збройних сил України, учасник російсько-української війни.

## Короткий життєпис
Народився 1994 року в селі Лазірки (Оржицький район, Полтавська область). З 1999 року проживав у селі Чапаєвка (Пологівський район), виховувався в дитячих будинках-інтернатах Бердянська та Запоріжжя. Батько невідомий; мати позбавлена батьківських прав у 2005 році. 2009 року закінчив навчання у Запорізькій спеціальній загальноосвітній школі-інтернаті «Світанок». Після закінчення Приморського аграрного ліцею пішов на строкову службу до лав ЗСУ.
З 2013 року служив за контрактом. Старший солдат, 93-тя окрема механізована бригада.
Загинув 29 серпня 2014 року під час виходу з оточення під Іловайськом.
Похований 5 вересня 2014 року у селі Чапаєвка Пологівського району. Вдома лишився брат 1996 р.н.

## Нагороди та вшанування
- 14 листопада 2014 року за особисту мужність і героїзм, виявлені у захисті державного суверенітету та територіальної цілісності України, вірність військовій присязі під час російсько-української війни, відзначений — нагороджений орденом «За мужність» III ступеня (посмертно).
- Його портрет розміщений на меморіалі «Стіна пам'яті полеглих за Україну» у Києві: секція 3, ряд 8, місце 38
- Вшановується 29 серпня на щоденному ранковому церемоніалі вшанування українських захисників, які загинули цього дня у різні роки внаслідок російської збройної агресії[1]
- Іловайський Хрест (посмертно)
- На будівлі навчального корпусу Запорізької школи-інтернату «Світанок» 10 березня 2015 року відкрито меморіальну дошку його честі
- 21 вересня 2017 року нагороджений орденом «За заслуги перед Запорізьким краєм» ІІІ ступеня (посмертно).